# Маламинское сельское поселение
Маламинское сельское поселение — муниципальное образование в Успенском районе Краснодарского края России.
В рамках административно-территориального устройства Краснодарского края ему соответствует Маламинский сельский округ.
Административный центр — село Маламино.

## Население
| 2002  | 2010  | 2012  | 2013  | 2014  | 2015  | 2016  |
| ----- | ----- | ----- | ----- | ----- | ----- | ----- |
| 1793  | ↗1824 | ↘1776 | ↗1780 | →1780 | ↗1802 | ↗1826 |
| 2017  | 2018  | 2019  | 2020  | 2021  | 2023  |       |
| ↘1805 | ↘1788 | ↘1756 | ↘1733 | ↘1531 | ↘1517 |       |

## Населённые пункты
В состав сельского поселения (сельского округа) входят 4 населённых пункта:
| № | Населённый пункт | Тип населённого пункта | Население (чел.) |
| - | ---------------- | ---------------------- | ---------------- |
| 1 | Вольность        | хутор                  | ↘195             |
| 2 | Карс             | хутор                  | ↘82              |
| 3 | Маламино         | село                   | ↗1547            |
| 4 | Первокубанский   | хутор                  | →0               |